# Piraten under sengen
|  | Denne artikel er oprettet af botten PalnaBot ud fra en ekstern database. Den kan derfor have sproglige fejl eller mangler. Denne skabelon kan fjernes efter kontrol af indholdet. |

Piraten under sengen er en kortfilm fra 2004 skrevet og instrueret af Jonas Kvist Jensen.

## Handling
David er bange for vand og sin onde svømmelærer. Men en dag finder han en pirat gemt under sin seng. Sammen må de to nu overvinde deres problemer og konfrontere den onde svømmelærer.